# Quosego
Quosego var en finlandssvensk modernistisk litterär tidskrift som utkom 1928–1929 i Helsingfors med fyra nummer under redaktion av Cid Erik Tallqvist. Till kretsen kring Quosego hörde vid sidan av de tongivande Rabbe Enckell, Gunnar Björling och Elmer Diktonius (initiativtagare) bland andra Hagar Olsson, Henry Parland, Atos Wirtanen och Olof Enckell; den sistnämnde skrev förordet till den faksimilutgåva av tidskriften som utgavs 1971. Som illustratörer medverkade Hjalmar Hagelstam och Torger Enckell.
Quosegos betydelse bestod främst i att den formulerade den redan konsoliderade modernismens målsättningar och fann vägen till intresserade litterära kretsar i Sverige.